# Albert Schouteet

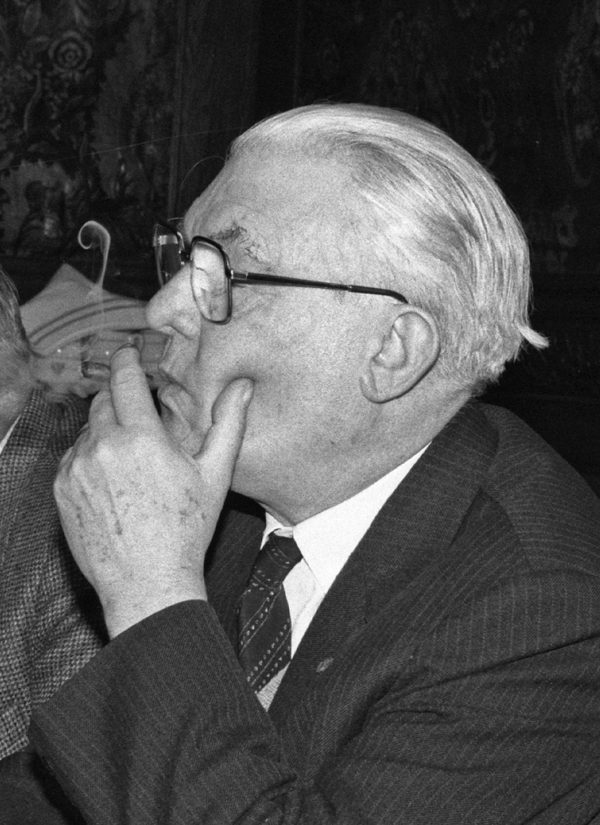
Albert Schouteet

Albert Schouteet (Brugge 10 januari 1909 - 23 juli 1991) was een Belgisch historicus en archivaris.

## Levensloop
Albert Schouteet was getrouwd met Mariette Bullynck. Ze hadden drie zoons.
In maart 1928 werd Schouteet als manusje-van-alles aangeworven op het stadsarchief van Brugge. Hij was leergierig en, onder de leiding van stadsarchivaris Remi Parmentier en historicus Egied I. Strubbe werd hij weldra een geschoolde en onmisbare medewerker. In 1939 werd hij tot 'klerk' benoemd en in 1948 tot 'hulparchivaris'. In 1954 werd hij 'waarnemend stadsarchivaris'. In 1972 werd hij, retroactief op 1 januari 1971 tot stadsarchivaris gepromoveerd. Toen hij in 1974 met pensioen ging werd hem feestelijk hulde gebracht in de gotische zaal van het stadhuis en werd hem een 'Album Albert Schouteet' aangeboden. Hij bleef tot aan zijn dood actief met het archief verbonden.

### Archivaris
Ordenen en inventariseren volgens de regels van de kunst is een moeizaam, vervelend en ondankbaar werk schreef Schouteet in het 'in memoriam' dat hij wijdde aan zijn voorganger. Het belet niet dat hij er zich met nauwgezetheid van kweet, hierin bijgestaan door zijn trouwe medewerker Julien De Groote. Dit resulteerde onder meer in verschillende belangwekkende publicaties.

### Historicus
Op basis van de kennis die hij opdeed in het archief, heeft Schouteet een aanzienlijk aantal studies en artikels gepubliceerd. De meeste hiervan waren gebaseerd op de bronnen die hij in het middeleeuwse of meer recente stadsarchief aantrof.

### Genootschap voor Geschiedenis
In 1947 werd Schouteet bestuurslid van het Genootschap voor Geschiedenis te Brugge en werd weldra een steunpilaar voor de oude vereniging. Na eerst informeel als hulpsecretaris onder Strubbe te hebben gewerkt, was hij van 1949 tot 1976 secretaris en redactiesecretaris.

### Vulgarisator
In het voetspoor van grote voorgangers zoals Guido Gezelle, Adolf Duclos, Michiel English, Egied I. Strubbe, Antoon Viaene en Joseph De Smet heeft Schouteet eraan gehouden de opgedane kennis ook in ruimere kring aan te bieden, in de eerste plaats ten behoeve van de grote groep Bruggelingen die geïnteresseerd zijn in de geschiedenis van de stad. Ook zonder voetnoten of bewijsmateriaal waren zijn vele krantenartikels en voordrachten over geschiedkundige onderwerpen met even grote zorg en accuraatheid opgesteld als zijn wetenschappelijk werk.

## Publicaties

### Boeken
- De zestiende-eeuwsche schilder en graveur Marcus Gerards, Brugge, 1943
- (samen met Egied I. Strubbe,) Honderd Jaar Geschiedschrijving in West-Vlaanderen. 1839-1939. Analytische inhoud en registers van de Handelingen van het Genootschap voor Geschiedenis "Société d'Emulation" te Brugge, Brugge, 1950
- (samen met Joseph De Smet,) Stad Brugge. 650e verjaring van de Slag der Gulden Sporen (...), Brugge, 1952
- Ghedinckboek van M. F. Allaert. Brugse kroniek over 1718-1787, Brugge, 1953
- Gedenkweerdige aenteeckeningen van Jan Karel Verbrugge. Brugse kroniek over 1765-1825, Brugge, 1958
- Stadsarchief van Brugge. Inventaris van het archief van de Koninklijke Academie voor schone kunsten te Brugge. 1717-1892, Brugge, 1958
- Een beschrijving van de Bogardenschool te Brugge omstreeks 1555 door Zeger van Male (...), Brugge, 1960
- Indices op de buitenpoorterboeken van de stad Brugge. 1548-1788. Deel I., Handzame, 1965
- Beknopte geschiedenis van de Vrije Academie voor Schone Kunsten en van de Stedelijke Academie voor Schone Kunsten te Brugge, 1970
- Stad Brugge. Brugge tegen Filips de Schone (...), 1972
- Stadsarchief Brugge. Catalogus Kaarten en Plannen, Brugge, 1972
- Brugge in oude prentkaarten, Zaltbommel, 1972
- Indices op de Buitenpoorterboeken van de stad Brugge. Deel II. De borgen en de domicilies van de buitenpoorters, Handzame, 1973
- (samen met B. Windels-Arickx en J. De Groote) Stadsarchief van Brugge. Index op de boedelbeschrijvingen en -rekeningen (Staten van Goederen,) Tweede reeks, Brugge, 1976
- De straatnamen van Brugge. Oorsprong en betekenis, Brugge, 1977
- Stadsarchief van Brugge. Regesten op de oorkonden. Deel 1, 1089-1300, Brugge, 1973
- De Klerken van de vierschaar te Brugge, met inventaris van hun protocollen bewaard op het Brugse stadsarchief, Brugge, 1973
- (samen met J. De Groote,) Stadsarchief van Brugge. Index op de boedelbeschrijvingen en -rekeningen. Eerste reeks, Brugge, 1973
- Stadsarchief van Brugge. Regesten op de oorkonden. Deel 2, 1301-1339, Brugge, 1978
- Stadsarchief van Brugge. Regesten op de oorkonden. Deel 3, 1340-1384, Brugge, 1979
- Stadsarchief van Brugge. Regesten op de oorkonden. Deel 4, 1385-1420, Brugge, 1982
- De Vlaamse Primitieven te Brugge. Bronnen van de schilderkunst te Brugge tot de dood van Gerard David. Vol I: A-K, Brussel, 1989

### Artikels
Albert Schouteet publiceerde meer dan 260 artikels. De gedetailleerde opgave ervan is te vinden in:
- Album Albert Schouteet, Brugge, 1973, blz. 13-22
- André VAN DE WALLE, In memoriam Albert Schouteet (zie hieronder).

Onder de artikels vallen vooral de reeksen op die gewijd zijn aan documenten met betrekking tot Brugse middeleeuwse schilders en zestiende-eeuwse drukkers.
Schouteet publiceerde voornamelijk in de Handelingen van het Genootschap voor Geschiedenis. Daarnaast publiceerde hij in:
- Biekorf
- Brugsch Handelsblad
- Nieuw Vlaanderen
- Brugsche Courant
- Volkskundige Almanak 't Beertje
- De Gulden Passer
- Belgisch Tijdschrift voor Oudheidkunde en Kunstgeschiedenis
- Verslagen en Mededelingen van de Vlaamse Academie voor Taal- en Letterkunde
- West-Vlaanderen
- Archief en Bibliotheekwezen in België
- Nationaal Biografisch Woordenboek
- Brugs Ommeland